# Črt (priimek)
Črt je priimek več oseb:
- Ivan Črt, slovenski gradbeni mojster